# Росс, Джеймс Кларк
Сэр Джеймс Кларк Росс (англ. James Clark Ross; 15 апреля 1800, Лондон — 3 апреля 1862, Эйлсбери) — британский военный моряк, исследователь полярных районов, член Королевского географического общества (англ. Fellow of the Royal Society) с 1848 года.

## Биография
Родился 15 апреля 1800 года в Лондоне. По происхождению шотландец.
Во флот попал ещё в двенадцатилетнем возрасте, оказавшись на корабле своего дяди — капитана Джона Росса. В 18 лет он с дядей на судне «Изабелла» отправился в первое путешествие в Арктику в район Баффиновой Земли, в 1820-х гг участвовал в трёх северных экспедициях под руководством У. Э. Парри в исследовании Северо-Западного прохода. 2 июля 1823 года Росс впервые обнаружил розовую чайку на полуострове Мелвилл (в дальнейшем эту птицу называли «чайкой Росса»).
В 1829—1833 вновь исследовал Арктические районы под руководством своего дяди Джона Росса. В 1831 году ими был открыт Северный магнитный полюс.
В 1839—1843 гг на кораблях «Эребус» и «Террор» предпринял величайшее для того времени исследование Антарктики, открыв море и величайший шельфовый ледник, названные в его честь. В 1841 году Джеймс Росс открыл антарктические вулканы Эребус и Террор, названные в честь его кораблей. В 1842 году первым из людей Росс пересёк отметку 78° южной широты.
За время экспедиции были исследованы берега Земли Виктории в Антарктиде. Однако открытые территории Росс считал островами, а не материком. Кроме того, в самой Антарктиде он не высаживался.
По возвращении из Антарктики Росс получил рыцарство и титул «сэр», а во Франции был представлен к Ордену Почётного легиона. В 1847 году о своих исследованиях написал книгу «A Voyage of Discovery and Research to Southern and Antarctic Regions».
В 1848—1849 гг на судне «Энтерпрайз» Росс руководил экспедицией для поиска Джона Франклина, не увенчавшейся успехом.
Джеймс Росс умер в Эйлсбери в 1862 году.

## Личная жизнь
Росс был женат на леди Энн Коулман, умершей на пять лет раньше него.

## Звания
- лейтенант (26.12.1822)
- коммандер (8.11.1827)
- капитан (28.10.1834)
- контр-адмирал (01.12.1856)

## Объекты в честь Росса
Именем Росса кроме моря и шельфового ледника названы два острова в Антарктике (остров Росса и остров Джеймса Росса), вид тюленей, бабочка чернушка Росса, сектор территориальных претензий Новой Зеландии в Антарктике, корабль, кратер на Луне, город в Калифорнии, гора на острове Кергелен и др.
Изображён на британской почтовой марке 1972 года.